# Greg Whittington
Greg Whittington (ur. 7 lutego 1993 w Columbii) – amerykański koszykarz, występujący na pozycji silnego skrzydłowego, aktualnie zawodnik Lokomotiwu Kubań.
W 2015 reprezentował Miami Heat, podczas rozgrywek letniej ligi NBA.
8 kwietnia 2021 opuścił klub Denver Nuggets. 30 czerwca 2021 dołączył do rosyjskiego Lokomotiwu Kubań.

## Osiągnięcia
Stan na 4 czerwca 2021, na podstawie, o ile nie zaznaczono inaczej.
NCAA
- Uczestnik rozgrywek turnieju NCAA (2012, 2013)
- Mistrz sezonu regularnego konferencji Big East (2013)

Drużynowe
- Mistrz D-League (2016)

Indywidualne
- MVP kolejki Eurocup (1 – 2019/2020)
- Zaliczony do I składu debiutantów D-League (2016)
- Uczestnik meczu gwiazd ligi izraelskiej (2019)
- Lider w zbiórkach ligi izraelskiej (2019)